# Daniel Palomeras i Casadejús
Daniel Palomeras i Casadejús és un metge que exerceix a Ripoll, escriptor i col·laborador habitual en mitjans de comunicació i revistes científiques i culturals (com ara, El 9 Nou, El Punt Diari, La Vanguardia i Taleia). La seua obra ha estat traduïda al gallec i el castellà i és, també, autor d'un diccionari mèdic.

## Estil literari
La seua narrativa de ficció té sempre un rerefons històric, local o nacional, que permet llegir les trames evocant alhora un passat documentat rigorosament. Amb L'automòbil negre, per exemple, novel·la d'intriga i amb magnífiques incursions psicologistes, retrata fidelment una població, Ripoll, i unes mentalitats, les dels ripollesos arrossegats pels conflictes socials d'abans de la guerra.
Amb la mateixa capacitat historiadora -alhora que amb la voluntat decidida de recuperació d'un lèxic en perill- ha escrit novel·les per a joves. L'aventura d'en Gerard, la Maria i els seus amics al peu del Montgrony (en El secret del comte) ha estat la narració que ha permès una entrada més amena de la llegenda del comte Arnau a gairebé totes les escoles del país. Les històries de corsaris, per la seua banda, evoquen tot un món banyat atemporalment per les aigües de la mar Mediterrània. Amb El temps feliç s'endinsa en el món dels trobadors amb un relat que es manté en les mateixes constants de rigor historicofilològic i d'originalitat creativa en les versions de poemes d'aquell temps.
A Hollister 5320, estructura en dos temps un viatge breu de retorn al seu poble del protagonista, un malalt terminal, en el qual desgrana unes vides trasbalsades per la intolerància i l'autoritarisme. A Fills de la terra dura, apropa el lector a la vida de Jacint Verdaguer, narrant els conflictes del poeta, al mateix temps que construint el retrat d'una època i d'un país a partir de breus estampes.

## Obra
- El naufragi. Barcelona: Castellnou, 1996 (Juvenil)
- El temps feliç. Barcelona: Cruïlla, 1997 (Premi Gran Angular, 1996)
- El meu germà. Barcelona: Baula, 1995 (Juvenil)
- Veles corsàries. Saragossa: Edelvives, 1990
- L'automòbil negre. Vic: Eumo, 1990
- El secret del comte. Barcelona: La Galera, 1989 (juvenil, Premi Folch i Torres, 1988)
- Diccionari mèdic essencial. Edicions 62, 1998
- L'Home de l'any mil, 2000. Maideu Edicions
- Petita història de Ripoll. Ed. Mediterrània
- Els viatgers de l'alba. Barcelona. La Galera
- Hollister 5320 . Barcelona. L'Altra Ed. 2015. Finalista Premi Crexells 2016
- Fills de la terra dura. Barcelona. Ed. Comanegra 2020